# テレディアリオ
『テレディアリオ』(スペイン語: Telediario、略して、TD）は、スペイン放送協会、「ラジオ・テレビシオン・エスパニョーラ（RTVE）」のテレビ部門である、テレビシオン・エスパニョーラ（TVE）が制作する主要テレビニュース番組である。
1957年から毎日放送され、スペインのテレビ史上最長の番組である。
日本国内では、NHK BS1の『ワールドニュース』および『キャッチ!世界のトップニュース』にて視聴可能である。

## 概要
1日3回のテレディアリオは、上記社のニュースサービスによって制作され、La 1（チャンネル　1）、24 Horas（24時間ニュース）TVE Internacional、 RTVE Play　で生中継（同時放送）される。過去の放送は、オン・デマンドのオンライン・プラットフォームでも視聴できる。さらに、国際版も制作され、毎日、TVE Internacionalで放送される。
また、各自治州には、TVEの地方支局があり、本社制作の企画やロゴ、仕様等を踏襲しつつ、それぞれの異なる名称の、より短いローカルニュース番組を地域毎に制作・放送している。
放送時間は、中央欧州時間で、以下のようで、それぞれ番組名がある。平日は毎日3回、週末は4回放送され、国内、国際、社会、経済、文化、スポーツ、気象などのニュースを伝える。
06：30ー08：30　朝のテレディアリオ
15：00ー16：00　テレディアリオ　1
21：00ー22：00　テレディアリオ　2

## 歴史
Televisión Españolaはマドリード市の北部、チャマルティン区のパセオ・デ・ラ・ハバナ(ラ・ハバナ通り)のビルで設立され、1956年10月28日に放送が開始された。1週間もしないうちに、ニュースサービスが開始され、Últimas Noticias(直近のニュース)と名付けられた最初のニュース番組の放送が始まった。天気予報は1956年11月2日に初めて放送された。1957年9月15日、Telediarioの夕方版が初放送され、この名前で、現在も継続されている。さらに、1958年4月28日には午後の版が追加さた。
1959年7月14日、TVE社は、バルセロナにミラマル・スタジオを開設し、1964年2月12日には、カナリア諸島に制作センターを開設した。1964年7月18日、ポズエロ・デ・アラルコン（マドリード市から南西）にプラド・デル・レイ施設が開設されると、他の番組やドラマ制作はすぐに新しい施設に移され、報道部門はパセオ・デ・ラ・ハバナ（ハバナ通り）の設備を完全に占有した。それは、1967年に、プラド・デル・レイに移転するまで、この施設にあった。
1966年8月、TVEは最初の海外特派員をロンドンに常駐させ、1968年にはニューヨーク、ウィーン、ブリュッセルにも展開された 。1971年5月24日にはビルバオに最初の代表部を開設し、1971年7月25日にはサンティアゴ・デ・コンポステーラに、1971年7月29日にはセビリアに代表部を開設した。1975年にはカラー放送を開始した。
1983年11月13日、TVEのニュース本部が、放送塔の裾にあるマドリード市サラマンカ区に新設された施設トッレ・エスパーニャに移転し、プラド・デル・レイからの最後のテレディアリオが放送された。翌日の14日、テレディアリオは、初めてトッレ・エスパーニャから放送され、それ以来、この場所からの放送が、現在も継続されている。
1989年7月14日には、初めてスタジオ外から放送された。これは、フランス革命200周年記念式典の際で、エッフェル塔を背景にパリのシャン・ド・マルスから部分的に生中継された 。それ以来、特別な日や大きな出来事の際には、メインの司会者が、現地から生中継をすることになった。
2001年9月11日、Telediario 1では、ニューヨークの世界貿易センター北タワーが、放送開始の数分前に攻撃されたため、そのライブ速報から始まった。この放送は7時間以上続き、テレディアリオ史上、最長のニュース速報となった。
2019年、TVEのニュースサービス基地を、2021年後半からプラド・デル・レイに戻す計画が承認された。しかし、この計画はCOVID-19の流行により結局中止され、トッレ・エスパーニャの施設を近代化する別の計画に変更された。

## キャスター
テレディアリオでは多くのキャスターや特派員、リポーター、スポーツ専門キャスター、天気予報解説者等が働いてきた。この中には、数年務めた者から、長年に渡り、国民に親しまれた者も多々存在する。
特記されるのは、レティシア・オルティス・ロカソラーノで、彼女は、2000から2003年までキャスターを務めていた。その間、アストゥリアス公フェリペ・デ・ボルボン（当時のスペイン王子、現在のフェリペ６世国王）の目に止まり、仲介者により、婚約の運びとなった。彼女は、婚約発表の前日まで、画面に出て務めていた。 現在では、王妃として、２人の王女をもうけ、様々な皇室行事に参席し、国際的に知られている。
作家のアルトゥーロ・ペレス・レベルテは、TVEの戦争特派員として21年間（1973～1994年）、ボスニア紛争などを取材した。ロサ・マリア・マテオは20年間（1973-1993年）キャスターを務めた。アナ・ブランコは1990年9月15日から2022年8月29日に退任するまで、32年間キャスターを務めた。

## 番組構成
現在のニュース部門の責任者は、ジョセプ・ヴィラル（Josep Vilar ）で、 2022年４月２９日に承認された。
番組は、1人か2人の主要キャスターと、スポーツ・ニュースの担当者が務める。ニュースは、トッレ・エスパーニャにあるTVEの中央ニュースルーム、国内の各自治州にあるTVEの地方センターのニュースルーム、世界各地にいるTVEの海外特派員、または、特別派遣レポーターによって、自社のカメラマンが撮影した映像とともに制作される。すべてのニュース・ソースは、トッレ・エスパーニャにあるTVEのニュースサービスの中央コントロールルームで調整される。
追加映像は、TVEの歴史的な視聴覚アーカイブ、ユーロビジョンのニュース交換サービス、通信社から入手される。多くの項目は、リポーターが現場から生中継（Directo）でリポートする。60分の番組の後には、RTVEの気象サービスが国家気象庁のデータを使って作成した「エル・ティエンポ」と呼ばれる天気予報が流れる。これを含めた全体の放送時間は約70分である。
社会の状況変化や、民放ニュース番組の影響もあり、報道ジャンルの構成には、変化が見られる。これらの構成は、研究の対象になっているが、近年では、より、事件、興味深いテーマ、スポーツなどの分野が増えてきているとの研究がある。

## 視聴率
テレディアリオは、1957年の開始以来、他のテレビ局が無かったことで、ニュース番組としては、33年間、独占的な立場にあった。しかし、1990年からは、民放テレビの、「アンテナ３（トレス）」と「テレシンコ」が開始された。それぞれ、ニュース枠では、「アンテナ・トレス・ノティシアス」と、「インフォルマティボス・テレシンコ」という番組が放送され始めた。
その時から、テレディアリオのニュース番組は、独占ではなくなり、その視聴率は徐々に低下してきている。2004年からは、アンテナ・トレス・ノティシアスに史上初めてその座を奪われたが、2007年末から2013年初めにかけて再びその座を取り戻した。しかし、その後は、インフォルマティボス・テレシンコに奪われた。2013年以降、視聴者数はさらに憂慮すべき傾向を示しており、現在、視聴率は、インフォルマティボス・テレシンコとアンテナ3・ノティシアスの後塵を拝し、ラ・セクスタ・ノティシアスが4位に迫っている。

## 批判
国有企業であるラジオ・テレビシオン・エスパニョーラは、公社であり、「党派性が無く、特定の企業との関連性の無い独立性を保つこと」が、法律で規定されている。現在は、公社社長は、政府による推薦候補を、下院と上院のそれぞれで2/３の承認票によって選出することになっている。このような選出には、与野党間の論議が起こることは、情報をコントルールできるポストが非常に重要であることを示している   。
TVEのニュース番組テレディアリオは、その歴史を通じて、また今日でも、その時代の各政権が、自らの方針や政策に都合の良い世論を形成するための道具として機能しているとして、常々、非難されてきている。

## 文化
スペインでは、Telediario（テレディアリオ）という言葉は、テレビニュース番組の代名詞や総称となっている。単に、ニュース番組のことを言うとき、別の民放局のニュース番組であったとしても、人々は「Telediarioを見よう」とか表現してしまう。他のテレビ局では、別の番組名を使っているが、長年、主要ニュース番組となっていただけに、この言葉が人々の頭の中に残っている。
また、“Le quedan dos telediarios"「彼は2つのニュース番組を残している（のみだ）」という表現がある。スペイン語の口語表現で、文字通り、「時間が無くなってきている」「死期が迫っている」、または比喩的に「責任ある立場から外されようとしている」という風に、誰かの命運が尽きたことを示唆する表現として使われる。

## 関連
1968年7月20日、テレヴィシオン・エスパニョーラは、赤道ギニア自治領のサンタ・イサベルに、放送センターを開設し、同地域で初のレギュラーテレビ放送を開始した。1968年10月12日に赤道ギニアが独立を宣言すると、新当局は「人種差別的な番組」と「帝国主義的なプロパガンダ」を放送していると非難し、テレビジョン・エスパニョーラは最終的に同局を閉鎖した。
その後間もなくTVEはTelevisión Nacional de Guinea Ecuatorial（TVGE）として放送を再開したが、1973年に放送を終了し、残っていた数人のスペイン人技術者も国外に去った。赤道ギニア政府は1979年にTVGEを再興した。それ以来、RTVEとスペイン政府は、開発援助を通じて何度かTVGEの発展を支援している。TVGEのニュースは、現在もTelediarioの名で放送されている。